# Kincardine Castle (Burg)

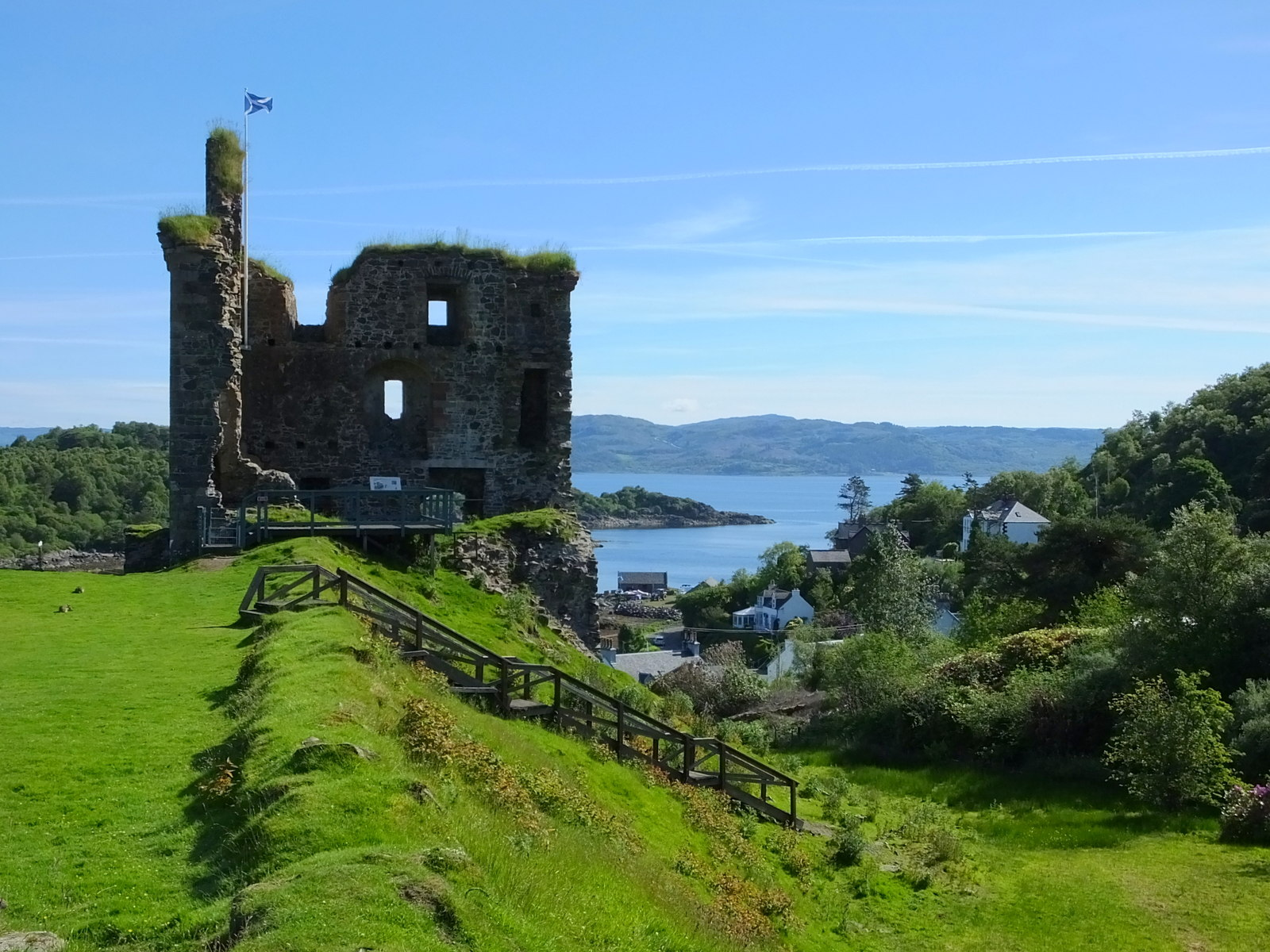
Baulich ähnlich: Tarbert Castle

Kincardine Castle ist eine Burgruine zwei Kilometer südlich von Auchterarder in der schottischen Council Area Perth and Kinross.
Die Burg lag oberhalb des nordwestlichen Ufers des Ruthven Water, hatte einen quadratischen Grundriss und wies ein viereinhalb Meter dickes Mauerwerk auf. Auf drei Seiten war sie mit einem Trockengraben versehen, über den eine Zugbrücke zum zusätzlich befestigten Haupttor führte. Baulich ähnelte sie Tarbert Castle in Argyll.
Die genaue Bauzeit ist unbekannt, das Gelände ging aber um 1250 von Maol Íosa als Mitgift für seine Schwester Amabil an den Clan Graham über. Die Burg war im Laufe der Zeit regelmäßig Aufenthaltsort hochgestellter Persönlichkeiten, so sind Visiten von Königin Maria I. für 1562 und König Jakob VI. für 1586 nachgewiesen. Auf Kincardine Castle verstarb im April 1579 der Lordkanzler John Stewart auf dem Weg zu einem Bankett.
Möglicherweise wurde auf der Burg 1612 James Graham geboren, zumindest aber verbrachte er seine Jugendzeit dort. Zum Verhängnis wurde Kincardine Castle 1646 der schottische Bürgerkrieg. Zu diesem Zeitpunkt von 50 Mann unter Führung des Schwagers von Graham sowie dessen Cousin besetzt, wurde sie am 16. März nach zehntägiger Belagerung durch die weit überlegenen Truppen von General Middleton eingenommen und noch am selben Tage niedergebrannt. Sie wurde nicht wiederaufgebaut und verfiel daher in der Folgezeit zunehmend. Das Gelände blieb noch bis zum Beginn des 19. Jahrhunderts im Besitz der Familie Graham, ehe es veräußert wurde. Zu dem etwa 500 Meter nordöstlich gelegenen, zu dieser Zeit erbauten Herrenhaus Kincardine Castle besteht, außer der Namensgleichheit, kein Zusammenhang.
Nach der Zerstörung der Burg im Jahr 1646 ist nur noch eine Giebelwand erhalten. Bisher fanden keine systematischen archäologischen Ausgrabungen oder Erhaltungsmaßnahmen statt, so dass außer dem Grundriss wenig über die baulichen Details der Anlage bekannt ist. Bei einer Untersuchung 1968 wurde ein ca. 1,5 m hoher Hügel von 30 m Durchmesser ohne Spuren von Mauern gefunden.